# Martin Grab
Martin Grab (* 8. Juni 1979 in Schwyz) ist ein ehemaliger Schweizer Schwinger.

## Werdegang
Grab war unter anderem Sieger beim Schwingfest anlässlich der Expo.02 sowie beim Unspunnenfest 2006. Bei den jährlich stattfindenden Schwingfesten siegte er am Brünigschwinget 2001, 2002, 2007, 2008 und 2010, am Innerschweizer 2002, 2003, 2004 und 2006, am Berner Kantonalen 2005, am Südwestschweizerischen 2002, am Nordwestschweizerischen 2006 sowie bei etlichen kleineren Festen.
Beim Eidgenössischen Schwing- und Älplerfest 2001 in Nyon wurde er Zweiter, 2004 in Luzern belegte er den fünften, 2007 in Aarau den vierten Rang. 2016 sicherte er sich in Estavayer den siebten eidgenössischen Kranz in Folge.
Mit 33 Kranzfestsiegen, 61 Siegen an Rangschwingfesten sowie 125 gewonnenen Kränzen, davon sieben eidgenössischen Kränzen, gilt Martin Grab als einer der erfolgreichsten Schwinger der Schweiz.
Grab ist Präsident des Schwingklubs Einsiedeln. Er ist 1,94 m gross, 120 kg schwer (Wettkampfgewicht) und gilt als ein Spezialist des «Wyberhakens».

## Dopingvergehen
Im April 2018 wurde bei dem 39-Jährigen bei einer Dopingkontrolle die verbotene Substanz Tamoxifen festgestellt und in der B-Probe bestätigt. Tamoxifen wird zur Vorbeugung und Behandlung von Brustkrebs bei Frauen eingesetzt und kann missbräuchlich zur Reduktion von Nebenwirkungen von Anabolika-Kuren genutzt werden. Grab, der willentliches Doping bestreitet, wurde rückwirkend per 5. April 2019 für zwei Jahre von der Disziplinarkammer von Swiss Olympic gesperrt. Grab hatte bereits Anfang Mai 2018 seinen Rücktritt verkündet, noch bevor das Dopingvergehen bekannt wurde.
Kurz nach Abgabe der Dopingprobe im April 2018 gewann Grab das Zuger Kantonale, zwei Wochen später gewann er am Schwyzer Kantonalen seinen 125. Kranz. Die Resultate der zwei Kantonalen wurden wegen Dopingvergehens aberkannt.

## Privates
Grab lebt in Rothenthurm SZ. Er arbeitet als Spengler, ist verheiratet und Vater von fünf Kindern. Mit seiner Frau führt er einen Landwirtschaftsbetrieb.